# Jama Masjid (Mandu)

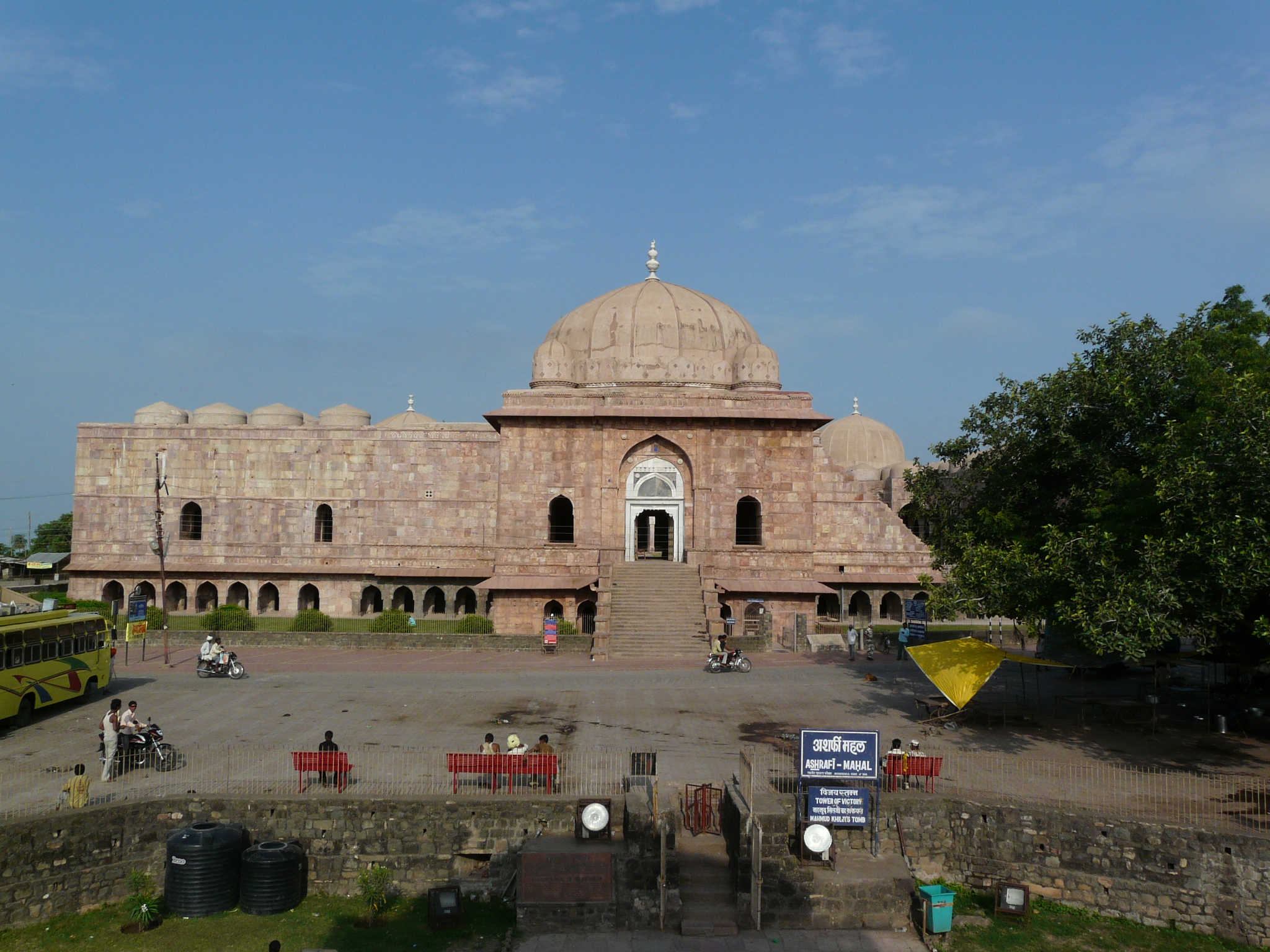
Jama Masjid, Mandu

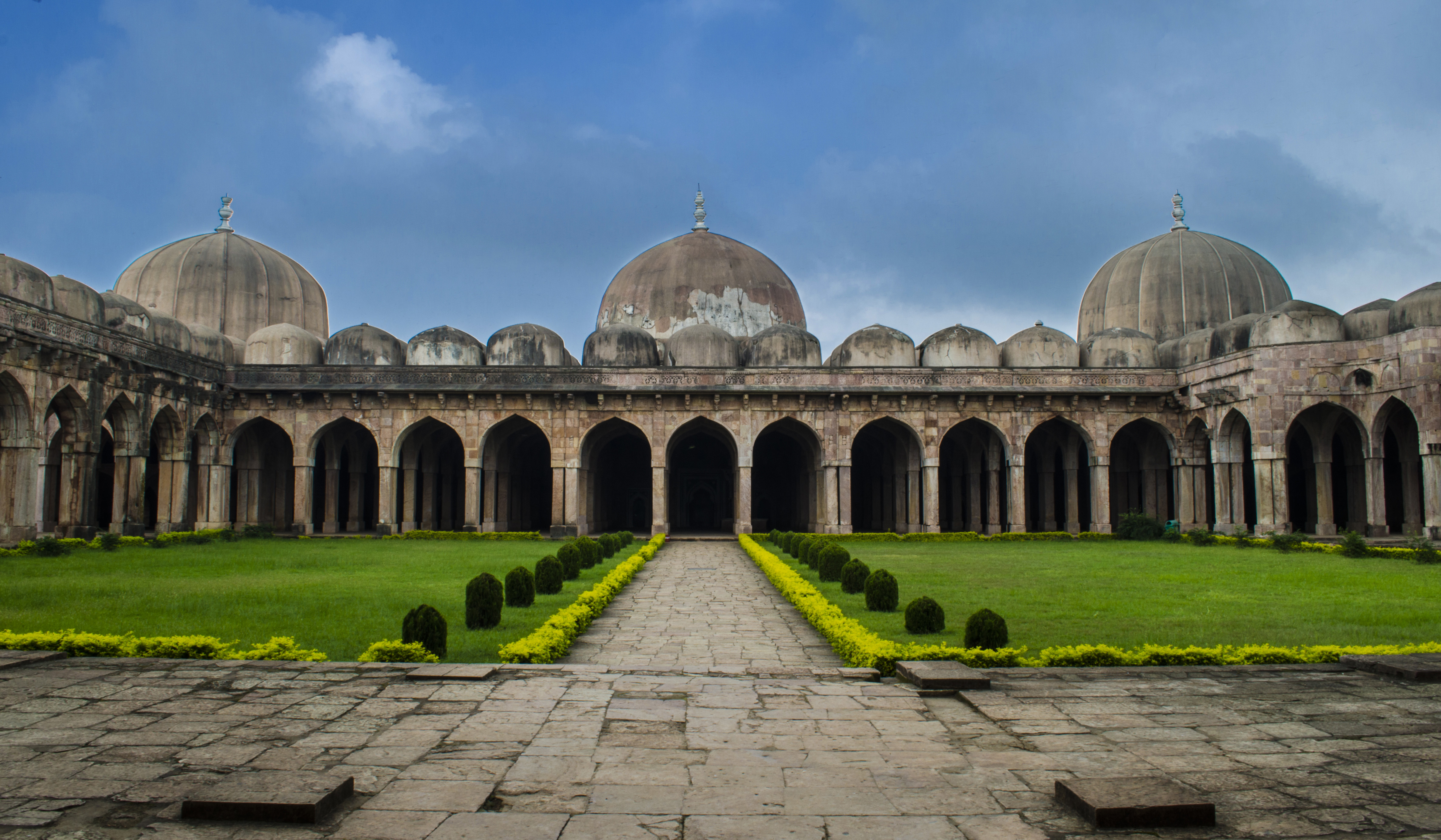
Jama Masjid, Mandu, Innenhof (sahn)

Jama Masjid ist eine Freitagsmoschee der ehemaligen nordindischen Stadt Mandu. Sie wird seit der Einnahme und teilweisen Zerstörung der Stadt durch die Armee des Mogulherrschers Akbar I. (1562) nicht mehr für Gebetszwecke genutzt. Sie steht heute unter der Aufsicht des Archaeological Survey of India.

## Geschichte
Die bereits in altindischer Zeit existierende Stadt Mandu in der nordindischen Region Malwa gelangte im 13. Jahrhundert unter die Kontrolle des Sultanats von Delhi. Während dessen allmählichem Zerfall verlegte Hoshang Shah (reg. 1406–1435), der zweite Herrscher des seit 1392 quasi unabhängigen Sultanats Malwa die Hauptstadt nach Mandu, welches er reich mit Bauten ausstattete. Er begann mit dem Bau der Freitagsmoschee, die jedoch erst unter seinem zweiten Nachfolger Mahmud Khilji (reg. 1436–1469) fertiggestellt wurde. Als Zeitpunkt der Vollendung des Baues wird das Jahr 1440 (manchmal auch 1454) genannt. Bei der Einnahme der Stadt (vielleicht auch erst in späterer Zeit) wurden Teile des Moscheebaues (v. a. die Nordostecke und Teile der Seitenarkaden) zerstört.

## Architektur
Äußeres
Die nach Westen (Mekka) orientierte und von drei großen und – trotz seitlicher Flachdecken in Hindu-Manier – ca. 150 kleinen Kuppeln bedeckte Hofmoschee erhebt sich auf einer nahezu quadratischen Plattform mit ca. 88 m Seitenlänge. Über einen Treppenaufgang und ein monumental wirkendes Eingangsportal erreicht man den ebenfalls quadratischen Innenhof (sahn) mit Seitenlängen von nur noch ca. 44 m. Der 11-bogige, nicht durch ein Hauptportal akzentuierte Eingangsbereich wird verbreitert durch die insgesamt sechs Schiffe der seitlichen Arkaden (riwaqs), deren Ende jeweils durch eine Kuppel markiert ist. Alle drei Großkuppeln der Moschee sind etwa gleich dimensioniert und weder gebaucht, noch ruhen sie auf einem Tambour auf.
Gebetssaal

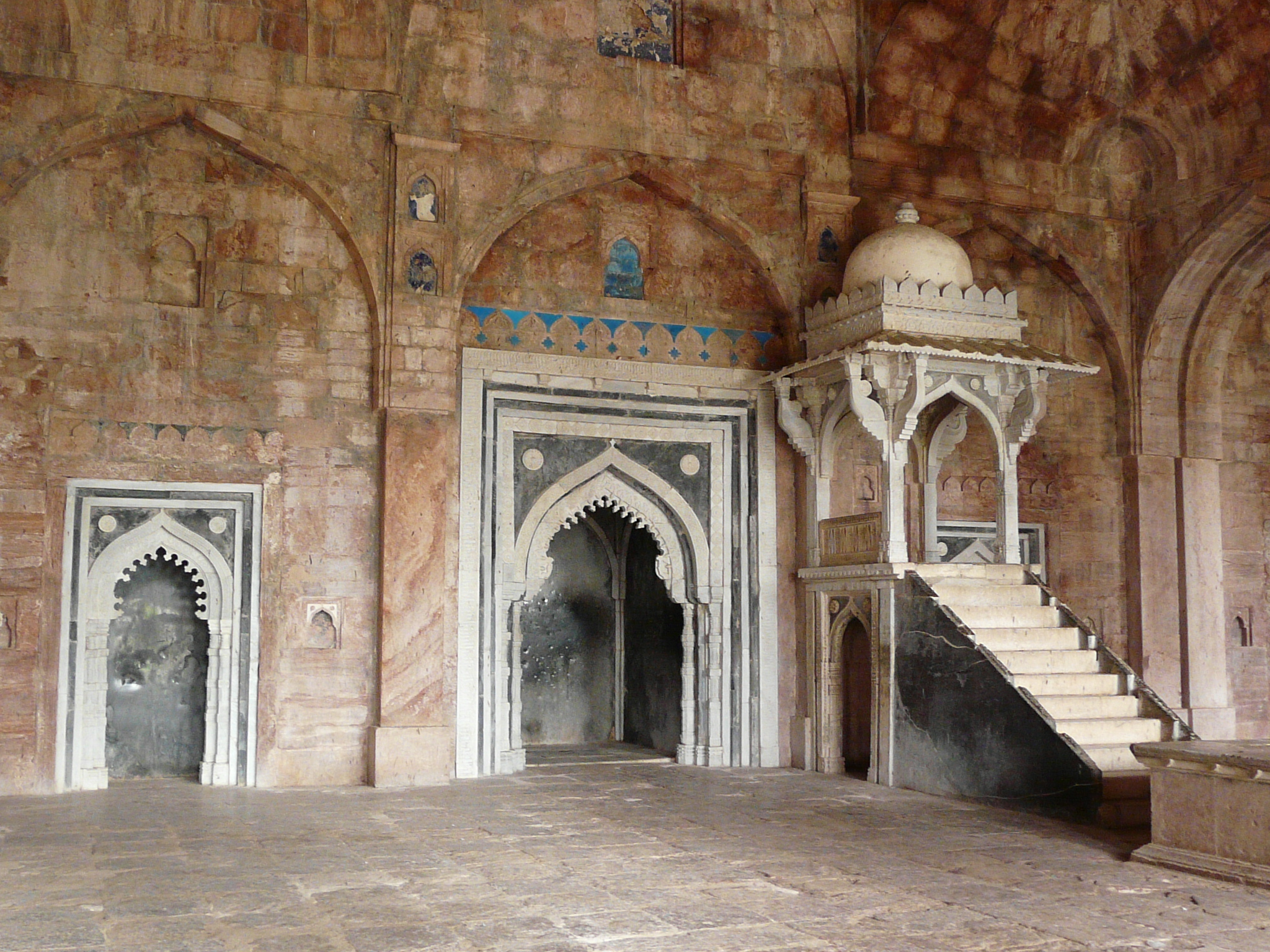
Mihrāb und Minbar

Der pfeilergestützte Gebetssaal besteht aus insgesamt 85 Jochen, von denen jedoch 27 von den drei Großkuppeln überdeckt werden. Die Stützpfeiler sind robust und vollkommen schmucklos gearbeitet. Die gesamte Bauzier beschränkt sich auf die mit schwarzen und weißen Marmorplatten ausgekleideten und umrandeten Mihrāb-Nischen der Rückwand (qibla) und die ganz aus weißem Marmor gefertigte, aber auch mit Hindu-Elementen (auskragende Konsolen) versehene Minbar-Kanzel des Vorbeters (imam). Auf Maß zurechtgeschnittene Einlegearbeiten aus blauglasierten Keramikfliesen über den Bögen der Nischen vervollkommnen das Bild. Während die Rückwand fensterlos ist, sind die Seitenwände des Gebetssaales von kleinen Jali-Fenstern mit geometrischem Dekor durchbrochen.

## Hoshang-Shah-Mausoleum

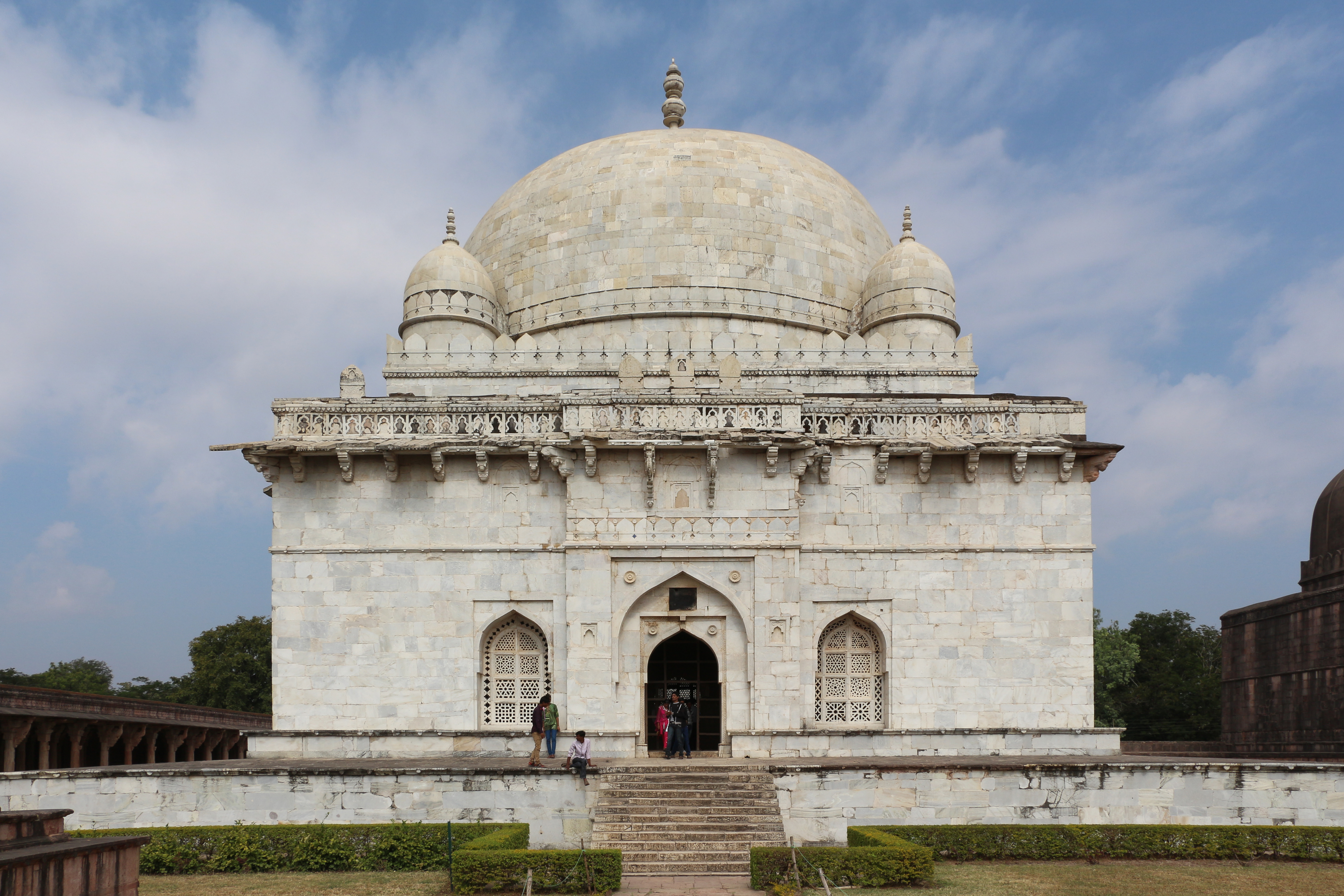
Hoshang Shah Tomb

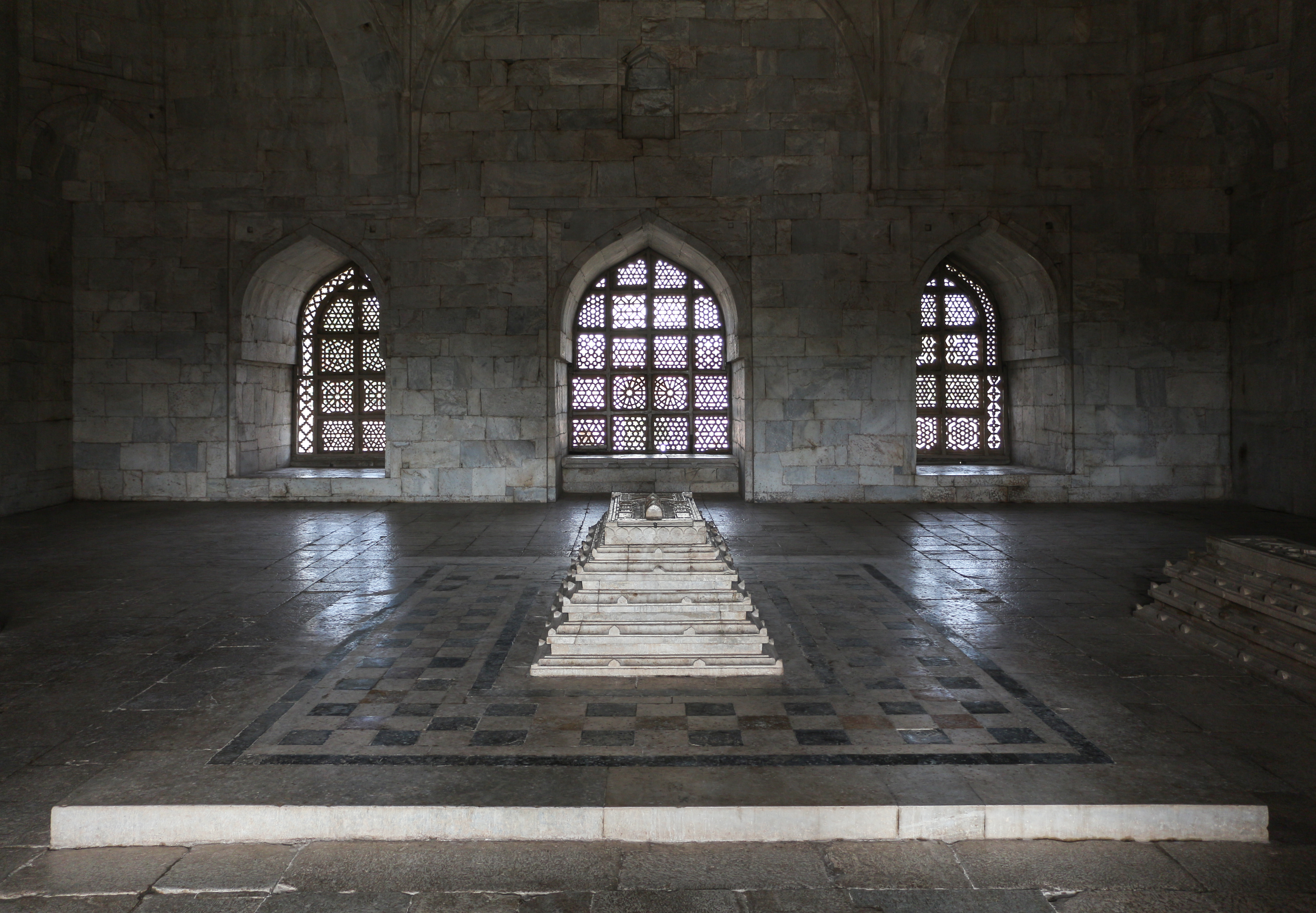
Innenraum mit Kenotaph

In einem Innenhof auf der Westseite der Moschee steht – ebenfalls auf einem Sockelunterbau – das außen wie innen mit weißem Marmor verkleidete Kuppelgrab für ihren Erbauer Hoshang Shah († 1435), dessen vom Quadrat des Baukörpers zum Kuppelrund überleitende Dachgestaltung mit den vier kleinen Begleitkuppeln ausgesprochen reizvoll ist. Das iwan-artig gestaltete Eingangsportal wird von zwei seitlichen Jali-Fenstern begleitet; die nach Westen weisende Rückwand ist durch drei Jali-Fenster mit geometrischen Füllungen, die etwas gedämpftes Licht einlassen, geöffnet – die Seitenwände sind dagegen geschlossen. Der Scheinsarkophag ruht auf einer ca. 20 cm hohen Plinthe; das eigentliche Grab befindet sich unterhalb des Bodenniveaus.